# Война миров (мини-сериал)
«Война миров» (англ. The War of the Worlds) — британский трёхсерийный мини-сериал BBC, основанный на одноимённом романе Герберта Уэллса. Премьера сериала состоялась на канадском телеканале T+E 6 октября 2019 года; премьерный показ на BBC стартовал 17 ноября 2019 года.

## Синопсис
Сериал рассказывает о Джордже (Рейф Сполл) и Эми (Элеонор Томлинсон), которые бросают вызов обществу и условностям и хотят начать совместную жизнь. В главных ролях также задействованы старший брат Джорджа, Фредерик (Руперт Грейвс), и астроном и учёный Огилви (Роберт Карлайл). Драма повествует о нарастающем ужасе, последовавшим за вторжением инопланетян.

## В ролях

### Основной состав
- Элеонор Томлинсон — Эми
- Рейф Сполл — Джордж
- Руперт Грейвс — Фредерик
- Николас ле Превост — Чемберлен
- Гарри Меллинг — артиллерист
- Джонатан Арис — священник
- Роберт Карлайл — Огилви

### Второстепенный состав
- Чарльз Де’Ат — Гривз
- Джои Бэти — Хендерсон
- Фрейя Аллан — Мэри
- Дэниел Серкера — Стент
- Эйслинг Джарретт-Гэвин — Люси
- Вуди Норман — Джордж-младший

## Производство
Съёмки сериала начались в апреле 2018 года в Ливерпуле.